# Leichendorfermühle
Leichendorfermühle is een plaats in de Duitse gemeente Zirndorf, deelstaat Beieren, en telt ca 20 inwoners.